# 화이트 칙스
《화이트 칙스》(White Chicks)는 미국에서 제작된 키넌 아이버리 웨이언스 감독의 2004년 코미디, 범죄 영화이다. 숀 웨이언스 등이 주연으로 출연하였고 키넌 아이보리 웨이언스 등이 제작에 참여하였다.

## 출연

### 주연
- 숀 웨이언스
- 말론 웨이언스
- 제이미 킹
- 프랭키 페이슨
- 로슬린 먼로
- 존 허드

### 조연
- 부시 필립스
- 테리 크루즈
- 브리타니 다니엘
- 에디 베레즈
- 제시카 코피엘
- 메이틀랜드 워드
- 앤 듀덱
- 로첼리 에이테스

## 기타
- 미술: 폴 피터스
- 특수분장: 그레그 캐놈
- 특수분장: 키스 밴더란
- 의상: 조리 우드만
- 배역: 리사 비치
- 배역: 사라 카츠만

## 사운드트랙
1. "Latin Thugs" – 사이프러스 힐
2. "Hey Ms. Hilton" – The Penfifteen Club
3. "Shake It (Like a White Girl)" – Jesse Jaymes (Copeland)
4. "A Thousand Miles" – 버네사 칼턴
5. "Realest Niggas" – 50 센트, Notorious B.I.G.
6. "White Girls" – Mighty Casey
7. "Dance City" – Oscar Hernandez
8. "Trouble" – P!nk
9. "U Can't Touch This" – MC 해머
10. "Dance, Dance, Dance" – 비치 보이스
11. "Guantanamera" – Jose Fernandez Diaz
12. "It's My Life" – 노 다웃
13. "(I Got That) Boom Boom" – 브리트니 스피어스 featuring 잉 양 트윈스
14. "Bounce" (The Bandit Club Remix) – Stock, IC Green
15. "Get Low" – 릴 존 & The East Side Boyz featuring 잉 양 트윈스
16. "Crazy in Love" – 비욘세, 제이Z
17. "It's Tricky" – Run-D.M.C.
18. "This Love" – 마룬 5
19. "No Control" – Blackfire
20. "I Wanna Know" – Joe
21. "Tipsy" – 제이퀀
22. "Satisfaction" – 베니 베나시
23. "Let's Get It Started" – Black Eyed Peas
24. "Move Your Feet" – 주니어 시니어
25. "I Need Your Love Tonight" – 엘비스 프레슬리
26. "Girls Just Want to Have Fun' – 신디 로퍼

## 개봉 및 출시
화이트 칙스는 2004년 6월 23일 미국에서 개봉되었다. 컬럼비아 트라이스타 홈 엔터테인먼트는 2004년 10월 26일 미국에 DVD를 출시하였다.

## 같이 보기
- 뜨거운 것이 좋아 (1959년 영화)